# Léon Serpollet

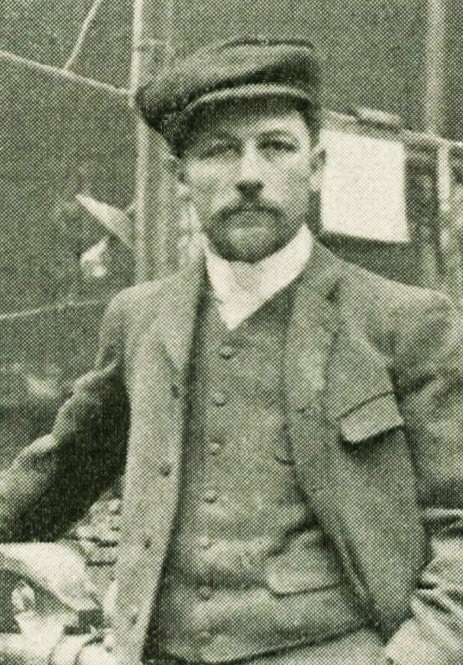
Léon Serpollet in 1906

Léon Serpollet (Culoz, 25 november 1858 - Parijs, 1907) was een Franse coureur en autobouwer. 
Léon Serpollet was geïnteresseerd in stoommotoren en in 1886 richtte hij Société des Moteurs Serpollet frères et Cie op (kortweg Serpollet). In 1888 bouwde hij zijn eerste door stoom aangedreven auto, die direct succes heeft: hij wordt flink verkocht. Zelfs Armand Peugeot gebruikte voor zijn eerste auto's een Serpolletmotor. In 1902 verbrak Serpollet in een eigen bouwsel het wereldsnelheidsrecord op land met een snelheid van meer dan 120 km/u. Tot de Eerste Wereldoorlog bleef de stoomauto redelijk succesvol. Serpollet bleef tot aan zijn dood in 1907 stoomauto's bouwen.

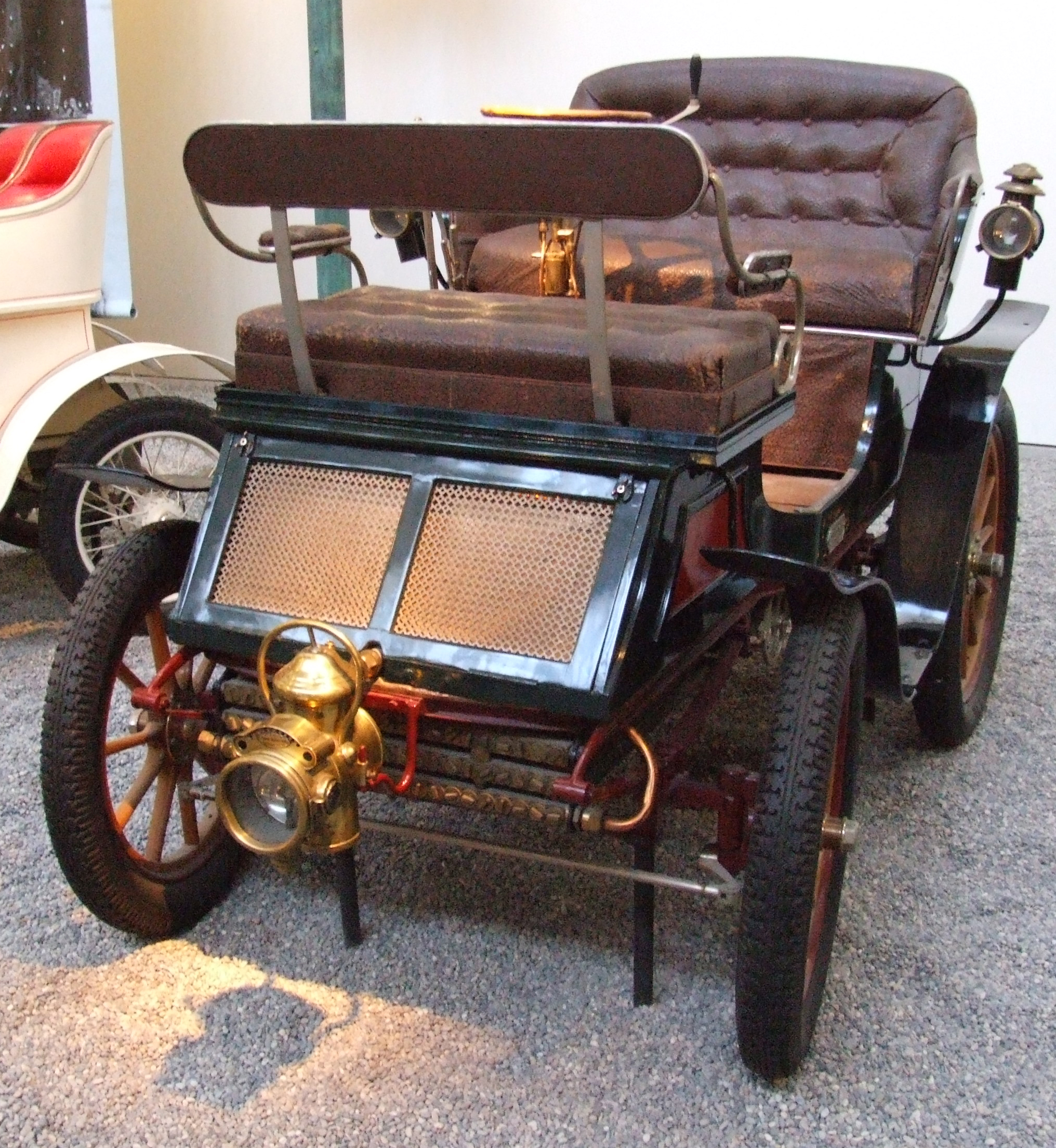
Serpollet Vis-a-Vis Type D, 1901
Serpollet Double Phaeton Type A, 1902